# Diagnòstics retrospectius d'autisme

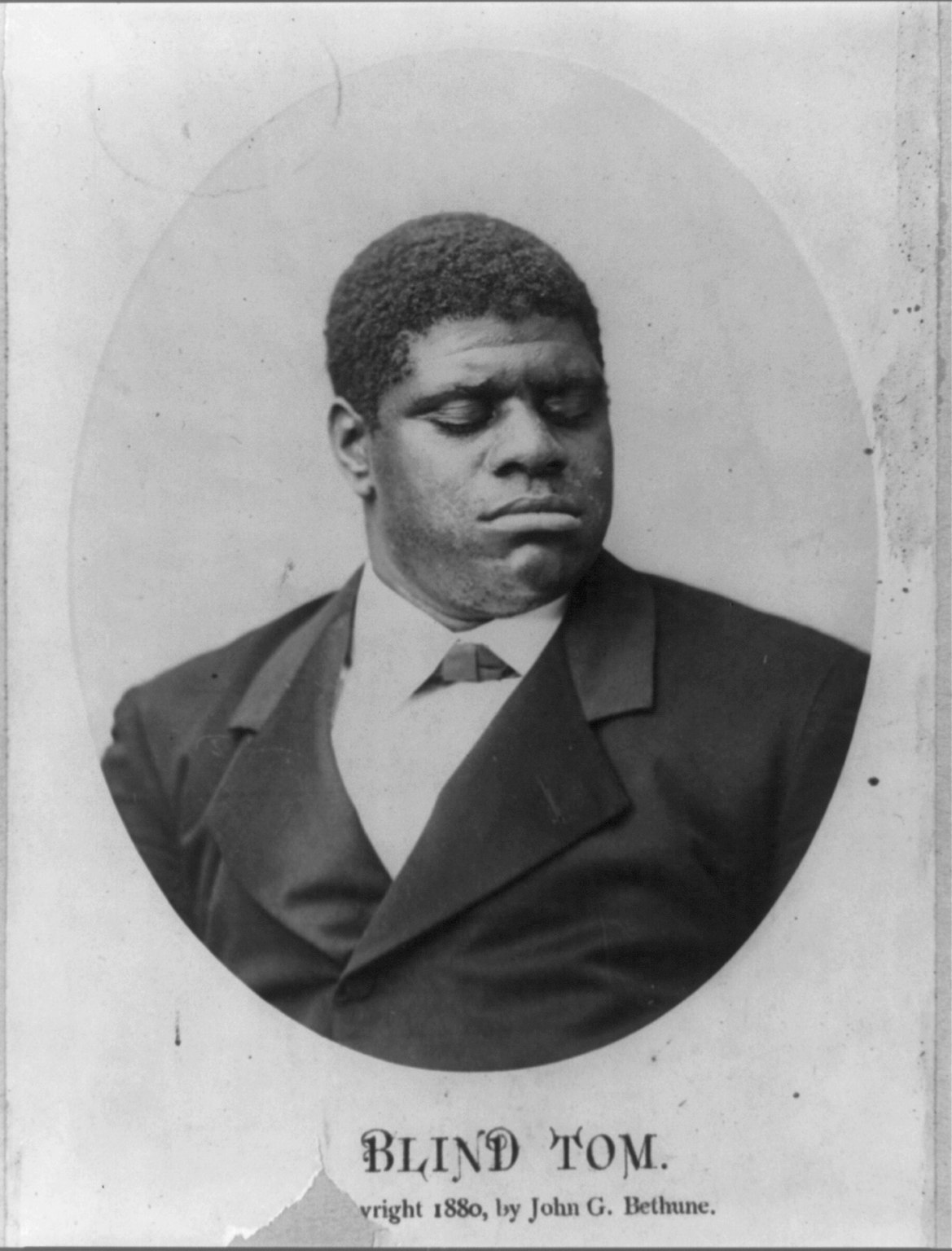
El músic cec Tom Wiggins va morir dècades abans d’identificar l'autisme. Els seus símptomes podrien complir els criteris per a un trastorn de l'espectre autista

Un diagnòstic retrospectiu d’autisme és la identificació de l'autisme en una persona o població del passat, basat en els coneixements, mètodes i classificacions mèdiques actuals.
Durant els anys 2000 i 2010, la popularització de la síndrome d’Asperger va portar a periodistes, acadèmics i professionals de l’autisme a especular que algunes personalitats conegudes tenien trastorns de l'espectre autista. Aquests diagnòstics retrospectius es disputen sovint perquè la informació biogràfica és limitada.
Segons el doctor en psicopatologia Benoît Virole:
| « | Aquest tipus de llista està oberta a la crítica. Les originalitats emocionals i de comportament d’aquestes personalitats s'incorporen indistintament a l'espectre autista. Les reconstruccions a posteriori basades en testimonis i records de familiars no són infal·libles. La conjunció de l’adquisició de la parla retardada, la propensió a l’aïllament, la dificultat per expressar emocions i les excentricitats no són suficients per caracteritzar l’autisme. | » |

## Descripció
Paral·lelament a la popularització de la síndrome d’Asperger a través dels seus exemples mediàtics, els diagnòstics retrospectius d’autisme s'han convertit en nombrosos (certs diagnòstics o la seva invalidació es basen en classificacions antigues). El pianista Glenn Gould i el físic Albert Einstein són els més citats.
L'especulació de tipus diagnòstic retrospectiu es basa, necessàriament, en informació biogràfica datada sobre característiques conductuals particulars i evidències anecdòtiques, en lloc de l’observació clínica d’un individu. Segons el psicòleg i escriptor Oliver Sacks, moltes d’aquestes afirmacions es basen en proves molt febles. Fred R. Volkmar, del Yale Child Study Center, va assenyalar (el 2007) que hi ha una moda per trobar la síndrome d’Asperger en un gran nombre de persones considerades excèntriques. Tot i que és impossible diagnosticar l’autisme en persones que ja no viuen, Simon Baron-Cohen creu que l'estudi de personatges històrics amb trets d’autisme revelarà les raons per les quals algunes persones amb autisme sobresurten en una àrea, mentre que d'altres s'enfronten a greus dificultats.
Michael Fitzgerald, del Departament de Psiquiatria Infantil del Trinity College de Dublín, ha escrit nombrosos llibres i articles sobre el tema. Va identificar retrospectivament a més de 30 persones amb autisme, inclosos Andy Warhol, Charles Darwin, Hans Christian Andersen, Lewis Carroll, Éamonn de Valera, Keith Joseph, George Orwell, Enoch Powell i William Butler Yeats. Ha estat molt criticat i descrit com a pseudocientífic, perquè les seves teories es consideren absurdes.
El matemàtic britànic Ioan Mackenzie James va publicar el 2006 Asperger's Syndrome and High Achievement: Some Very Remarkable People, on identifica una sèrie de personatges històrics com a autistes, inclosos el matemàtic Srinivasa Ramanujan, l'escriptor Jonathan Swift, el compositor Erik Satie, el físic i matemàtic Paul Dirac i el compositor Béla Bartók. Isaac Newton (1643-1727), Nikola Tesla (1856-1943) i Albert Einstein (1879-1955) van morir abans de la identificació de la síndrome d'Asperger, però Ioan James i Simon Baron-Cohen creuen que les seves personalitats són compatibles amb les de les persones amb síndrome d’Asperger. Tony Attwood també va nomenar Einstein com un cas probable d’autisme lleu.
Aquestes anàlisis no són compartides per tothom. Segons el neuròleg anglès Oliver Sacks, l'evidència que cadascuna d'aquestes persones tenia autisme sembla, en el millor dels casos, molt petita. Glen Elliott, psiquiatre de la Universitat de Califòrnia a San Francisco, no està convençut que Newton ni Einstein tinguessin la síndrome d’Asperger, sobretot per la poca fiabilitat dels diagnòstics basats en informació biogràfica, i afirma que una gran varietat de causes poden explicar els comportaments en qüestió.

## Cas individuels

### Wolfgang Amadeus Mozart
Tony Attwood i Michael Fitzgerald creuen que Wolfgang Amadeus Mozart era autista o neurodivergent. Michele Raja assenyala que diversos elements biogràfics sobre Mozart són compatibles amb els criteris diagnòstics de la síndrome d’Asperger, en particular les estereotípies, i un deteriorament de les interaccions socials. Els testimonis parlen de la dificultat que Mozart va tenir per comprendre l'estat emocional d'altres persones i comunicar el seu. Altres opinions van en la direcció contrària, els investigadors creuen que podria haver tingut la malaltia de Gilles de la Tourette.

### Isaac Newton
Isaac Newton gairebé no parlava i tenia pocs amics. Sovint estava tan concentrat en el seu treball que s'oblidava de menjar, demostrant un simple trastorn obsessiu que normalment s'associa amb la síndrome d’Asperger. Si ningú assistia a les seves classes, donava conferències davant d’una sala buida. Als 50 anys, patia depressió i paranoia. En canvi, els arguments contra la síndrome d’Asperger són la seva varietat d’interessos i la seva alta destresa manual.

### Nikola Tesla
En la seva autobiografia, Nikola Tesla diu que té la capacitat de «visualitzar amb la major facilitat», cosa que li permet concebre i provar els seus invents en la seva ment.
Harvey Blume va assenyalar que Oliver Sacks i altres van suggerir que Tesla podria haver estat autista. L’article també fa referència a la seva percepció extremadament aguda / hipersensible dels estímuls visuals i auditius. Fitzgerald i O'Brien assenyalen la solitud, les rutines i la necessitat de control de Tesla, una gran ingenuïtat, la seva falta d'empatia i la falta de sentit de l'humor com a indicadors de trets d'autisme. Sembla que hi ha dos criteris diagnòstics, les dificultats d’ús del llenguatge i la facilitat de motricitat, que semblen absents.

### Albert Einstein
Algunes vegades es diu que Albert Einstein tenia la síndrome d’Asperger, malgrat les seves relacions estretes amb diverses persones, els seus dos matrimonis i les seves posicions en temes polítics i socials. Segons Baron-Cohen, «la passió, l'amor i el sentit de la justícia són bastant compatibles amb la síndrome d'Asperger», tot i que assenyala que el desenvolupament del llenguatge i la lentitud l'educació podria ser indicativa d'un autisme d'alt funcionament. Ioan James assenyala que Einstein era molt solitari. Fitzgerald descriu l'interès d'Einstein per la física com una addicció i diu que era important que controlés la seva vida. També ha notat la seva falta de tacte, empatia social i ingenuïtat, com a trets evidents que té en comú amb les persones amb TEA. Ioan James afegeix que Einstein era molt millor processant informació visual que verbal. El mateix Einstein diu: «Poques vegades he pensat amb paraules».
L’any 1995, al seu llibre In a World of His Own: A Storybook About Albert Einstein, l’autora Illana Katz assenyala que Einstein era «un solitari, va patir grans rebequeries, no tenia amics i no li agradava estar entre les multituds». Ella conclou que potser tenia algun tipus d’autisme.
En canvi, per a l'economista Thomas Sowell, Einstein tenia una condició específica que anomenava síndrome d'Einstein i no era autista. Sowell descriu aquesta síndrome com el desenvolupament del discurs retardat, alta capacitat intel·lectual i les alteracions selectives del funcionament mental durant l'edat adulta. Per al doctor Stephen Camarata, professor de la Facultat de Medicina de Vanderbilt, si a Einstein se li va diagnosticar autisme, se li va diagnosticar per error, malgrat la seva adquisició tardana de la parla. A més, Walter Isaacson, en un llibre sobre Einstein, va qüestionar la validesa d'un diagnòstic d'autisme, i va escriure que Einstein «va tenir amics íntims, va tenir relacions apassionades, va gaudir de discussions col·legials, es va comunicar bé verbalment i podia simpatitzar amb els amics i la humanitat en general». Glen Elliot assenyala que se sap que Einstein tenia un bon sentit de l'humor, un tret que diu que és «pràcticament inèdit en persones amb síndrome d'Asperger greu».

### Altres casos
| Nom                                           | Descripció | Teòrics                                                                               |
| --------------------------------------------- | --- | ------------------------------------------------------------------------------------- |
| Hugh Blair de Borgue                          | Laird escocès del s. xviii es va descriure com a deficient mental en un judici de 1747, sovint estudiat com a cas d’autisme o de síndrome d’Asperger. | Rab Houston i Uta Frith. Sula Wolff creuen que les proves són convincents.            |
| John Howard                                   | Reformador de presons britànic i filantrop. Es descriu com a molt rutinari, metòdic i puntual, amb dificultats per parlar. Es sospita que podia tenir síndrome d’Asperger. | Philip Lucas i Ioan James.                                                            |
| Victor de l'Aveyron                           | Presumpte nen salvatge i no-verbal, descrit pel doctor Jean Itard el 1798. | Jacques Hochmann i Pierre Ferrari.                                                    |
| Joan del Regne Unit                           | Príncep britànic (1905-1919) conegut per la seva tendència a aïllar-se i la seva epilèpsia, causa de la seva mort als 13 anys. De vegades, mostrava un comportament violent, i ha estat descrit com a autista o com deficient mental. | K. D. Reynolds i Paul Tizley.                                                         |
| Stanley Kubrick                               | Director de cinema. Trets obsessius i dificultats amb els seus col·laboradors. | Michael Fitzgerald i Viktoria Lyons.                                                  |
| Henry Cavendish                               | Científic britànic del s. xviii. Pensament literari inusualment reclusiu, relació pertorbada amb els altres, dificultat per adaptar-se a les persones, etc. | Oliver Sacks i Ioan James; Fred R. Volkmar és escèptic.                               |
| Ferdinand Cheval                              | Senzill carter i artista francès. Monomaniac, va construir durant 33 anys un meravellós palau, el Palais Idéal, un projecte que va finalitzar. | Olivier Dulac.                                                                        |
| Carles XII de Suècia                          | Existència estereotípica, falta de compassió. Possible síndrome d’Asperger. | Christopher Gillberg i Lagerkvist                                                     |
| Jeffrey Dahmer                                | Assassí en sèrie. | Silva, et al.                                                                         |
| Anne Claudine d'Arpajon, comtessa de Noailles | Primera dama d'honor de la reina de França Maria Leszczyńska i Maria Antonieta d'Àustria. | Society for French Historical Studies, New York Times.                                |
| Emily Dickinson                               | Poeta. | Vernon Smith.                                                                         |
| Paul Dirac                                    | Físic. | Graham Farmelo.                                                                       |
| Glenn Gould                                   | Pianista canadenc i intèrpret de Bach. Li encantava les rutines fins al punt d’utilitzar el mateix seient fins que es desgastava tant que relliscava. Odiava el contacte social fins al punt que al final de la seva vida es comunicava gairebé només per telèfon i per correu. Odiava que se’ls toqués, tenia una percepció atípica de fred i calor i es balancejava quan tocava música. Es sospita que tenia síndrome d’Asperger. | Michael Fitzgerald, Ioan James, Tony Attwood i Peter Ostwald.                         |
| Adolf Hitler                                  | Austríac, líder nazi d'Alemanya. | Fitzgerald i Andreas Fries. Altres consideren que els indicis són insuficients.       |
| Thomas Jefferson                              | President dels Estats Units i autor de la Declaració d’Independència. | Norm Ledgin, Tony Attwood i Ioan James                                                |
| Bohuslav Martinů                              | Compositor estatunidenc d’origen txec | F. James Rybka.                                                                       |
| William McGonagall                            | Poeta. | Norman Watson.                                                                        |
| Michelangelo                                  | Artista del Renaixement italià. | Arshad i Fitzgerald. Ioan James també va esmentar els trets autistes de Michelangelo. |
| Charles Richter                               | Sismòleg, creador de l'escala de magnitud de Richter. | Susan Hough, en la seva biografia de Richter.                                         |
| Alan Turing                                   | Pioner de la informàtica. Sembla que era un geni de les matemàtiques. El seu estil de vida té molt en comú amb el de les persones autistes. | Tony Attwood i Ioan James.                                                            |
| Michael Ventris                               | Arquitecte anglès que va desxifrar Lineal B. | Simon Baron-Cohen.                                                                    |
| Tom Wiggins                                   | Savant i músic cec. | Oliver Sacks.                                                                         |
| Ludwig Wittgenstein                           | Filòsof austríac. | Michael Fitzgerald, Tony Attwood i Ioan James. Oliver Sacks no està d'acord.          |